# ریکاردو کرینی
ریکاردو کرینی (ایتالیایی: Riccardo Chiarini؛ زادهٔ ۲۰ فوریهٔ ۱۹۸۴) دوچرخه‌سوار اهل ایتالیا است.